# Acanthocidaris curvatispinis
Acanthocidaris curvatispinis is een zee-egel uit de familie Cidaridae.
De wetenschappelijke naam van de soort werd in 1892 gepubliceerd door Francis Jeffrey Bell.